# Studenterkammeraterne
Studenterkammeraterne er en dansk film fra 1917 instrueret af Hjalmar Davidsen.